# Saint-Pierre-les-Bois
Saint-Pierre-les-Bois är en kommun i departementet Cher i regionen Centre-Val de Loire i de centrala delarna av Frankrike. Kommunen ligger  i kantonen Le Châtelet som tillhör arrondissementet Saint-Amand-Montrond. År 2022 hade Saint-Pierre-les-Bois 272 invånare.

## Befolkningsutveckling
Antalet invånare i kommunen Saint-Pierre-les-Bois
Referens:INSEE